# Fontenay-le-Comte

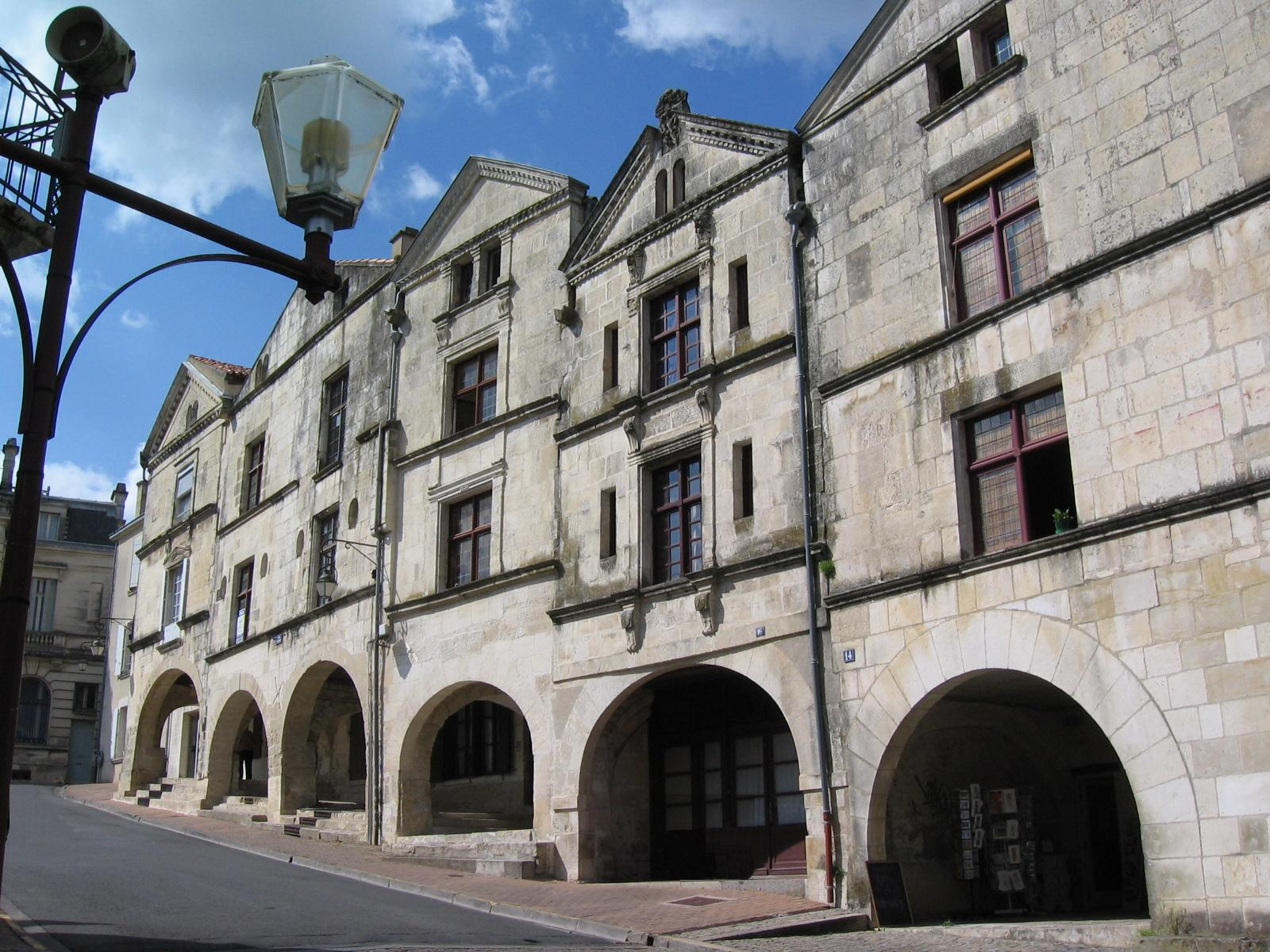
Häuser in Fontenay-le-Comte

Fontenay-le-Comte ist eine französische Gemeinde mit 13.806 Einwohnern (Stand 1. Januar 2022) im Département Vendée in der Region Pays de la Loire. Sie ist Verwaltungssitz des Arrondissements Fontenay-le-Comte und Hauptort des Kantons Fontenay-le-Comte.

## Geographie
Fontenay-le-Comte liegt in der Ebene der Süd-Vendée am Ufer des Flusses Vendée. Das Gemeindegebiet gehört zum Regionalen Naturpark Marais Poitevin.

## Geschichte
1242 wurde Fontenay die Hauptstadt des Bas-Vendée. Sie wurde als protestantische Stadt während der Hugenottenkriege achtmal belagert, 1621 wurde die Burg geschleift. Der Widerruf des Edikts von Nantes zerstörte die wirtschaftliche Basis von Fontenay.
1790 wurde Fontenay-le-Comte (das während der Revolution Fontenay-le-Peuple hieß) Hauptstadt des neuen Départements Vendée. 1804 verlegte Napoleon die Präfektur nach La Roche-sur-Yon, 1812 wurde Fontenay Unterpräfektur.

### Militärflugplatz
Der Flugplatz von Fontenay-le-Comte war 1944 während des Zweiten Weltkriegs einige Monate eine Jägerbasis der Deutschen Luftwaffe. Zunächst war dort von Mitte Februar bis Mitte Mai eine Staffel Focke-Wulf Fw 190A stationiert, die 2. Staffel der Ergänzungs-Jagdgruppe West (2./EJGr.West). Im Vorfeld der alliierten Invasion in der Normandie wurde sie durch die III. Gruppe des Jagdgeschwaders 2 (III./JG 2) abgelöst, deren Fw 190A den Flugplatz am Tag nach Beginn der Alliierten Invasion in der Normandie (6. Juni 1944) in Richtung Creil verließen.

### Bevölkerungsentwicklung
| Jahr      | 1962   | 1968   | 1975   | 1982   | 1990   | 1999   | 2007   | 2017   |
| Einwohner | 11.520 | 12.939 | 15.275 | 15.295 | 14.456 | 13.792 | 14.464 | 13.226 |

## Sehenswürdigkeiten
- Fontaine des Quatre Tias (1542)
- Katholische Pfarrkirche Notre-Dame-de-l’Assomption und Kirche Saint-Jean (15. Jahrhundert)
- Hôtel des évêques de Maillezais
- Hôtel de la Sénéchaussée (1595)
- Hôtel dit Château-Gaillard
- Schloss Terre-Neuve (16. Jahrhundert)
- Musée de Fontenay

Siehe auch: Liste der Monuments historiques in Fontenay-le-Comte

## Städtepartnerschaften
- Crevillent, Spanien, seit 1968
- Gaoua, Burkina Faso, seit 1989
- Krotoszyn, Polen, seit 1994
- Palatine, USA, seit 1997
- Diosig, Rumänien, seit 1997

## Persönlichkeiten
- François Rabelais (ca. 1494 oder 1483–1553), Prosa-Autor der französischen Renaissance
- François Viète (1540–1603), Advokat und Mathematiker
- Augustin-Daniel Belliard (1769–1832), General
- Georges Simenon (1903–1989), Schriftsteller, lebte von 1940 bis 1942 in der Stadt und siedelte hier auch seinen Roman Maigret hat Angst an.
- Michel Crépeau (1930–1999), französischer Politiker